# The Best of DMX
The Best of DMX è una raccolta del rapper statunitense DMX, pubblicata nel 2010.
| Recensione | Giudizio |
| ---------- | -------- |
| AllMusic   | [ 1 ]    |

## Tracce
| #  | Titolo                    | Produttore                   | Featuring                 | Durata | Dall'album originale                       |
| -- | ------------------------- | ---------------------------- | ------------------------- | ------ | ------------------------------------------ |
| 1  | "Where the Hood At?"      | Tuneheadz                    |                           | 4:46   | Grand Champ                                |
| 2  | "It's All Good"           | Swizz Beatz                  |                           | 4:17   | Flesh of My Flesh, Blood of My Blood       |
| 3  | "What These Bitches Want" | Nokio                        | Sisqó                     | 4:13   | ...And Then There Was X                    |
| 4  | "Get at Me Dog"           | Dame Grease PK (co-produced) | Sheek Louch               | 4:03   | It's Dark and Hell Is Hot                  |
| 5  | "Ruff Ryders' Anthem"     | Swizz Beatz                  |                           | 3:34   | It's Dark and Hell Is Hot                  |
| 6  | "What's My Name?"         | Self & Irv Gotti             |                           | 3:52   | ...And Then There Was X                    |
| 7  | "Party Up (Up in Here)"   | Swizz Beatz                  |                           | 4:28   | ...And Then There Was X                    |
| 8  | "X Gon' Give It to Ya"    | Shatek                       |                           | 3:38   | Cradle 2 the Grave / Grand Champ           |
| 9  | "We Right Here"           | Black Key                    |                           | 4:27   | The Great Depression                       |
| 10 | "How's It Goin' Down"     | PK                           |                           | 4:42   | It's Dark and Hell Is Hot                  |
| 11 | "The Rain"                | DJ Scratch                   |                           | 3:27   | Grand Champ                                |
| 12 | "One More Road to Cross"  | Swizz Beatz                  |                           | 4:20   | ...And Then There Was X                    |
| 13 | "Slippin'"                | DJ Shok                      |                           | 5:05   | Flesh of My Flesh, Blood of My Blood       |
| 14 | "Get It On The Floor"     | Swizz Beatz                  |                           | 4:24   | Grand Champ                                |
| 15 | "Here We Go Again"        | DJ Shok                      |                           | 3:52   | ...And Then There Was X                    |
| 16 | "Damien"                  | Dame Grease                  |                           | 3:42   | It's Dark and Hell Is Hot                  |
| 17 | "Stop Being Greedy"       | PK Dame Grease (co-produced) |                           | 3:37   | It's Dark and Hell Is Hot                  |
| 18 | "Who We Be"               | Black Key                    |                           | 4:47   | The Great Depression                       |
| 19 | "Grand Finale"            | Irv Gotti, Lil' Rob          | Method Man, Nas & Ja Rule | 4:38   | Belly (Original Motion Picture Soundtrack) |
| 20 | "No Love 4 Me"            | Swizz Beatz                  | Drag-On & Swizz Beatz     | 4:01   | Flesh of My Flesh, Blood of My Blood       |
| 21 | "Blackout"                | Swizz Beatz                  | Jay-Z & The LOX           | 4:56   | Flesh of My Flesh, Blood of My Blood       |

Nota
Le tracce 20 e 21 sono presenti nella versione digitale e non in quella fisica.

## Classifiche

### Classifiche settimanali
| Classifica (2010)         | Posizione massima |
| ------------------------- | ----------------- |
| US Top R&B/Hip-Hop Albums | 67                |
| Classifica (2016)         | Posizione massima |
| Canada                    | 96                |
| Stati Uniti               | 102               |